# Diplazium grammitoides
Diplazium grammitoides là một loài thực vật có mạch trong họ Woodsiaceae. Loài này được C. Presl miêu tả khoa học đầu tiên năm 1851.